# 2010 Chebyshev
Chebyshev (asteroide 2010) é um asteroide da cintura principal, a 2,5246232 UA. Possui uma excentricidade de 0,1840222 e um período orbital de 1 987,79 dias (5,44 anos).
Chebyshev tem uma velocidade orbital média de 16,93298902 km/s e uma inclinação de 2,39568º.
Esse asteroide foi descoberto em 13 de Outubro de 1969 por Bella Burnasheva.
Seu nome é uma homenagem ao matemático russo Pafnuti Lvovitch Tchebychev..